# 미드라시

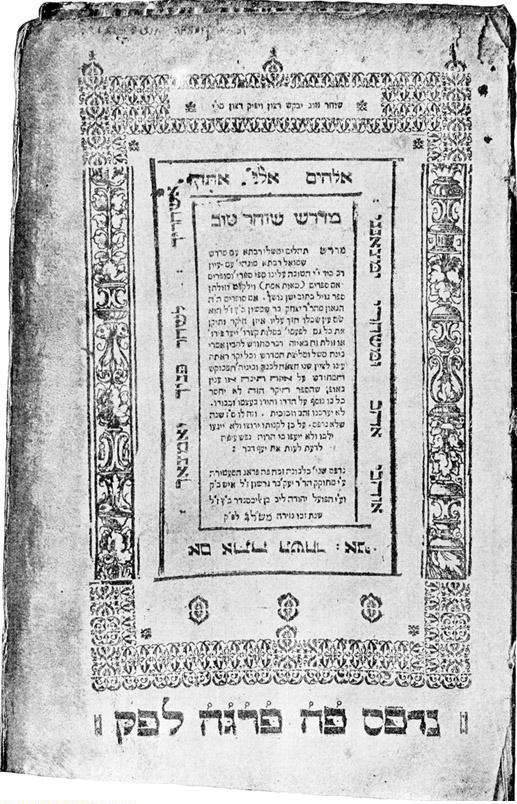

미드라시(단수 히브리어: מִדְרָשׁ 미드라쉬, 복수 히브리어: מִדְרָשִׁים 미드라쉼, 영어: Midrash)는 히브리 용어로, 성경 주석의 설교 방식이다. 이 용어는 성경의 설교 교리의 편찬을 가리키기도 한다. 미드라시는 종교적, 법률적, 윤리적 교리의 단순화하는 것 이상으로 성경 이야기를 해석하는 한 방법이다. 이 용어는 히브리어 성경 역대기 하 13장 22절, 24장 27절, 이렇게 두 번 나온다.

## 용어
문자 그대로의 뜻은 "조사" 또는 "연구"이다. 히브리어 מדרש에서 מ을 빼면 "찾다", "구하다", "간구하다"가 된다. 히브리어 성경인 타나크를 해석하는 방법을 뜻하는 낱말이기도 하고 또한 이를 통해 형성된 해석적 문헌들 전체를 지칭하는 낱말이기도 하다. 방법적인 측면에서, 미드라시는 타나크를 문자 그대로의 의미로 해석하기 보다는 더욱 깊은 의미를 발견하고 연구하려는 방법이다. 크게 "할라카 미드라시"와 "학가다 미드라시"의 두 가지로 나뉜다. 전자는 유대교의 율법인 할라카와의 관계에서 타나크를 연구하는 것이고 후자는 유대교의 율법 밖에서 타나크의 원문을 해석하는 것이다.
미드라시와 미슈나의 차이점은 미드라시는 타나크를 구절별로 연구·해석하는 것이고 미슈나는 타나크를 주제별로 연구·해석하는 것이다. 이 때문에 개별 주제에 대해서 미슈나가 미드라시보다 더 자세한 내용을 담고 있다. 또한 미슈나의 주제별 구성은 미드라시가 아니라 미슈나가 탈무드의 전체적인 뼈대가 되게 하는 요인이 되었다.

## 같이 보기
- 성서학